# 阿茲特克飲食

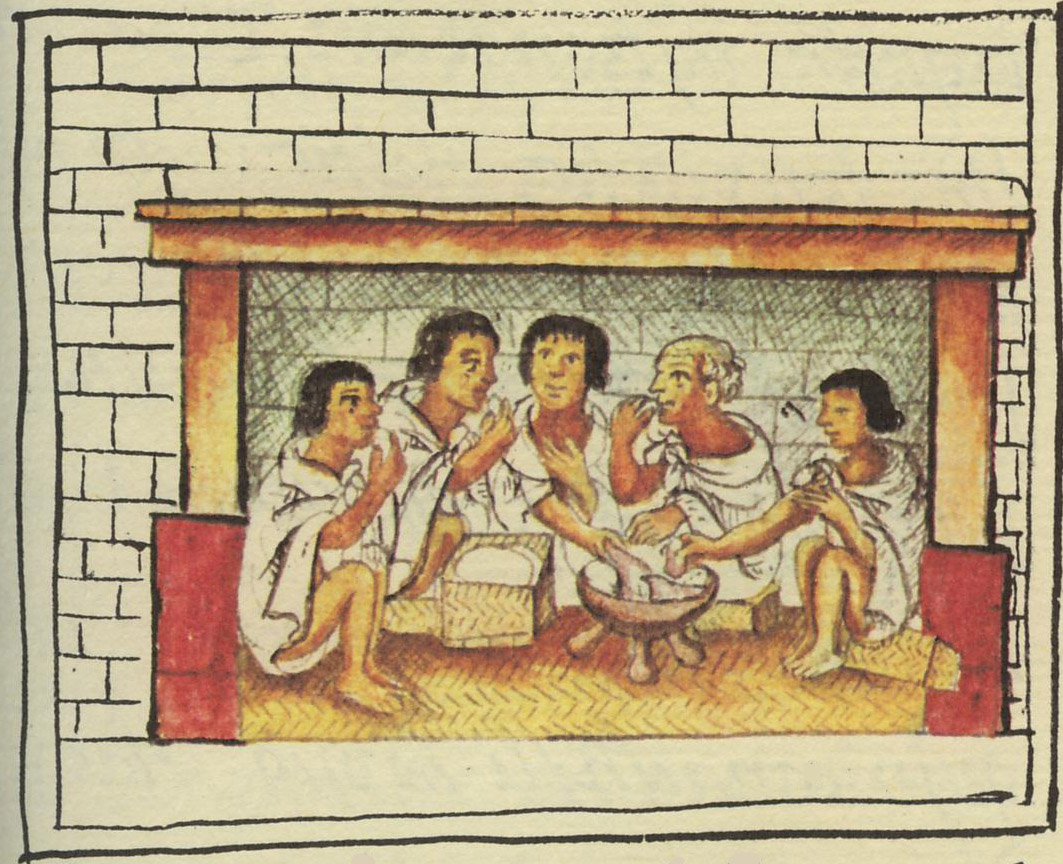
阿茲特克人進餐圖。佛羅倫斯法典，16世紀晚期。

在阿茲特克飲食文化中，玉米是最重要、不可或缺的糧食作物，甚至影響其神話發展。它的地位就如同歐洲的小麥、東亞的稻米，故阿茲特克文明又稱「玉米文明」。玉米的品種繁不勝數，顏色、口感、大小和產量皆有所異，可製成薄餅、玉米粽或稀粥。阿茲特克飲食中的常見配料為食鹽和胡椒，而其齋戒的基本定義便是戒絕這二味。其他主要食物包括菜豆、美洲大陸的穀物品種莧菜和藥用鼠尾草。這些食物提供阿茲特克人均衡而營養的飲食，不缺任何維生素或礦物質。